# 细刻饰线鸟蛤
细刻饰线鸟蛤（学名：Keenaea samarangae），又名布紋鳥尾蛤，是帘蛤目鸟尾蛤科Keenaea属的一种。主要分布于中国大陆、台湾，常栖息在水深64－80米。